# Triphora foldatsii
Triphora foldatsii är en orkidéart som beskrevs av Germán Carnevali. Triphora foldatsii ingår i släktet Triphora och familjen orkidéer. Inga underarter finns listade i Catalogue of Life.